# Арно, Анжелика
Жаклин Мари Анжелика Арно (фр. Jacqueline Marie Angélique Arnauld; 8 сентября 1591, Париж — 6 августа 1661, Пор-Рояль) — дочь Антуана Арно, французский религиозный деятель XVII века, настоятельница монастыря Пор-Рояль.

## Биография
Третий ребёнок и вторая дочь известного парижского адвоката Антуана Арно и Катрин Мерайон. В многодетной семье Арно было много дочерей: старшую, Катрин, ждало замужество и светская жизнь; двух следующих — Жаклин и Жанну — родители предназначили для монастырской жизни. Арно, используя свои связи и расположение короля Генриха IV к себе и своему свёкру — адвокату Симону Мерайону, добился для дочерей духовных должностей. Семья Арно преодолела возрастные ограничения, налагаемые церковью, — девочкам было чуть более семи и пяти лет. Жаклин получила место помощницы настоятельницы (коадъютриссы) Пор-Рояля, а Жанна, ставшая матерью Агнессой, — настоятельницы аббатства Сен-Сир.
На время своего послушничества Жаклин была отправлена в аббатство Мобюиссон, где в то время настоятельницей была Анжелика д’Эстре, сестра Габриэль д’Эстре. 29 сентября 1600 года принимает имя Анжелика. 16 июля 1602 года (девочке не исполнилось и одиннадцати лет), после смерти настоятельницы Жанны Булеар, стала аббатисой монастыря Пор-Рояль.
Тринадцать монахинь монастыря не слишком строго исполняли обеты и даже участвовали в городских карнавалах. Исповедник был необразован, редко читал проповеди, монахини причащались лишь по большим праздникам. Через несколько лет молодая настоятельница посчитала, что неспособна управлять обителью, и решила покинуть монастырь. Ей помешала болезнь, а после выздоровления, повинуясь уговорам родителей, Анжелика осталась в Пор-Рояле.
В 1608 году под влиянием проповеди бродячего монаха-францисканца мать Анжелика решила реформировать монашескую жизнь Пор-Рояля в сторону большего аскетизма и набожности. А в 1618 году мать Анжелика была приглашена для проведения реформ в аббатство Мобюиссон. Там она познакомилась с Франсуа де Салем и хотела, оставив свою должность, вступить в Орден визитанток, основанный им и Иоанной де Шанталь. Однако сам Франсуа де Саль отговорил её от ухода в полное затворничество.
В 1625 году в общине Пор-Рояль насчитывалось уже восемьдесят монахинь. В 1626 году мать аббатисы, Катрин Мерайон, купила для «сестёр святого Причастия» (так теперь звались монахини общины) особняк в парижском пригороде Сен-Жак. Сёстры переселились в Париж, так как в загородном Пор-Рояле, окружённом болотами, многие монахини болели малярией. В парижском Пор-Рояле воспитывались и светские пансионерки, в том числе будущая польская королева Мария Гонзага. Мать Анжелика, не обращая внимания на высокое положение этих пансионерок, была строга к ним.
Оплотом янсенизма и одним из важнейших духовных центров страны Пор-Рояль стал с 1636 года, когда во главе его встал Сен-Сиран, знакомый с Анжеликой Арно с 1623 года и ставший после епископа Лангра Себастьяна Заме её духовником. При загородном Пор-Рояле образовалась группа отшельников, состоявшая из дворян, военных, крестьян, учёных, оставивших свет, но не принявших монашеские обеты. Во главе отшельников Пор-Рояля стоял брат Анжелики Арно Антуан. К 1648 году, когда болота вокруг Пор-Рояля были осушены, парижский архиепископ разрешил многим монахиням вернуться в загородный Пор-Рояль.
При Пор-Рояле для детей от четырёх до восемнадцати лет были открыты янсенистские «малые школы» с рациональными методами обучения и с существенными отличиями в вопросах воспитания от иезуитских колледжей. В собственной типографии для школ печатались учебники, написанные отшельниками Пор-Рояля — Лансло и Арно. Теоретик педагогики, Лансло, был главным организатором «малых школ» и разработчиком новой методики для изучения латинского, греческого, испанского, итальянского языков. Совместно с Арно Лансло составил «Общую и систематическую грамматику». Одним из учеников пор-рояльских школ был Расин, написавший впоследствии «Историю Пор-Рояля».
Противница публичной полемики янсенистов с Орденом иезуитов, разгоревшейся во второй половине 1650-х годов, считавшая вместе с А. Сенгленом, что истина должна защищаться только смирением и послушанием, мать Анжелика проявила твёрдость характера в 1661 году, отказавшись подписать формуляр осуждения пяти положений из книги Янсения «Августин».